# Aristotelia mirandella
Aristotelia mirandella is een vlinder uit de familie van de tastermotten (Gelechiidae). De wetenschappelijke naam van de soort is, als Anacampsis mirandella, voor het eerst geldig gepubliceerd in 1908 door Chrétien.